# Kiara Rodriguez
Kiara Briggitte Rodriguez España, née le 12 décembre 2002 à Guayaquil, est une athlète handisport équatorienne, concourant en saut en longueur catégorie T46 pour les athlètes ayant une amputation au niveau des bras ou un handicap au niveau du tronc.

## Carrière
Aux Championnats du monde 2019, Kiara Rodriguez remporte la médaille d'or du saut en longueur T47 avec un saut à 5,52 m après avoir remporté le titre aux Jeux parapanaméricains quelques semaines auparavant.
Lors des Jeux paralympiques d'été de 2020, elle coure le 100 m T47 où elle termine 6e en 12 s 55, loin derrière la première, la Vénézuélienne Lisbeli Vera Andrade, vainqueure en 11 s 97. Aussi qualifiée pour le saut en longueur T47, elle remporte la médaille de bronze du concours avec un saut à 5,63 m — nouveau record d'Amérique du Nord, d'Amérique centrale et des Caraïbes —, derrière la Néo-Zélandaise Anna Grimaldi (5,76 m) et la Russe Aleksandra Moguchaïa (5,67 m). Elle est la troisième médaillée paralympique de l'histoire de l'Équateur, quelques jours après les sœurs Poleth et Anaís Méndez.

## Palmarès
| Date | Compétition            | Lieu  | Place | Marque |
| ---- | ---------------------- | ----- | ----- | ------ |
| 2019 | Jeux parapanaméricains | Lima  | 1re   | 5,25 m |
| 2019 | Championnats du monde  | Dubaï | 1re   | 5,52 m |
| 2021 | Jeux paralympiques     | Tokyo | 3e    | 5,63 m |
| 2024 | Jeux paralympiques     | Paris | 1re   | 6,05 m |